# جک آستون
جک آستون (به انگلیسی: Jack Aston) بازیکن فوتبال زادهٔ ۳ سپتامبر ۱۹۲۱ اهل کشور انگلستان بود که سابقهٔ بازی در تیم ملی فوتبال انگلستان را در کارنامهٔ خود دارد. وی در تاریخ ۲۶ سپتامبر ۱۹۴۸ نخستین بازی ملی خود را در مقابل تیم ملی فوتبال دانمارک انجام داد و با حضور در ۱۷ بازی ملی، در تاریخ ۷ اکتبر ۱۹۵۰ واپسین بازی ملی‌اش را در برابر تیم ملی فوتبال ایرلند شمالی برگزار کرد.

## زندگی حرفه‌ای
آستون بازی حرفه‌ای خود را با باشگاه فوتبال والسال شروع کرد. او در مه ۱۸۹۹ با باشگاه فوتبال آرسنال اولین قرارداد دوران حرفه‌ای خودش را امضا کرد.